# بانک سرمایه‌گذاری دارالسلام
بانک سرمایه‌گذاری دارالسلام (انگلیسی: Dar Es Salaam Investment Bank) شرکت خدمات مالی و بانکداری عراقی است، که در سال ۱۹۹۸ تأسیس شد.